# Roca de les Ombres
La Roca de les Ombres és una muntanya de 1.720 metres que es troba al municipi de la Guingueta d'Àneu, a la comarca del Pallars Sobirà.